# 佐藤雅将
佐藤 雅将（さとう まさゆき、1972年5月16日 - ）は、日本のアニメーター。福島県出身。スタジオコクピット出身で現在はフリーランス。

## 参加作品

### テレビアニメ
- ドラゴンボールZ（1989-1996、原画）
- 花より男子（1996-1997、原画）
- 剣風伝奇ベルセルク（1997-1998、原画）
- 熱沙の覇王ガンダーラ（1998、作画監督・原画）
- 超速スピナー（1998-1999、原画）
- 神八剣伝（1999、作画監督）
- ONE PIECE（1999-、OP原画）
  - ONE PIECE 〜ハートオブゴールド〜（2016、原画）
  - ONE PIECE エピソードオブ東の海 〜ルフィと4人の仲間の大冒険!!〜（2017年、キャラクターデザイン）
  - ONE PIECE エピソードオブ空島（2018年、キャラクターデザイン）
- ラブひな（2000、原画）
- おジャ魔女どれみ♯（2000、原画）
- グラップラー刃牙（2001、作画監督・原画）
- グラップラー刃牙 -最大トーナメント編-（2001、作画監督・原画）
- サイボーグ009 THE CYBORG SOLDIER（2001-2002、原画）
- ヒカルの碁（2001-2003、原画）
- おジャ魔女どれみドッカ〜ン!（2002、原画）
- ラーゼフォン（2002、原画）
- ボンバーマンジェッターズ（2002-2003、原画）
- 最終兵器彼女（2002-2003、総作画監督・作画監督・原画）
- ギルガメッシュ（2003-2004、アニメーションキャラクターデザイン・総作画監督・作画監督・原画）
- カレイドスター（2003-2004、原画）
- 明日のナージャ（2003-2004、総作画監督・作画監督・原画）
- KURAU Phantom Memory（2004、原画）
- 十兵衛ちゃん2 -シベリア柳生の逆襲-（2004、原画）
- 冒険王ビィト（2004-2005、原画）
- お伽草子（2004-2005、作画監督・原画）
- プリキュアシリーズ
  - ふたりはプリキュア（2004-2005、原画）
  - ふたりはプリキュア Splash Star（2006-2007、原画）
  - Yes!プリキュア5（2007-2008、原画）
  - ハートキャッチプリキュア!（2010-2011、原画）
  - スイートプリキュア♪（2011-2012、原画）
  - ハピネスチャージプリキュア!（2014-2015、キャラクターデザイン・作画監督・原画）
- ギャラリーフェイク（2005、原画）
- Paradise Kiss（2005、原画）
- Xenosaga THE ANIMATION（2005、総作画監督）
- 交響詩篇エウレカセブン（2005-2006、原画）
- 蟲師（2005-2006、作画監督補佐・原画）
- 獣王星（2006、原画）
- エア・ギア[1]（2006、キャラクターデザイン・総作画監督）
- 天保異聞 妖奇士（2006-2007、原画）
- DEATH NOTE（2006-2007、原画）
- 精霊の守り人（2007、原画）
- とらドラ!（2008、原画）
- キャシャーン Sins（2008、原画）
- AFRO SAMURAI RESURRECTION（2009、原画）
- 君に届け（2009-2010、原画）
- こばと。（2009-2010、原画）
- HEROMAN（2009-2010、OP2原画）
- トリコ（2011-2014、OP原画）
- もしドラ（2011、原画）
- X-MEN（2011、原画）
- 輪るピングドラム（2011、原画）
- ファイ・ブレイン 神のパズル（2011-2012、原画）
- 八犬伝―東方八犬異聞―（2013、OP原画）
- 聖闘士星矢Ω（2012-2014、原画）
- ジョジョの奇妙な冒険（2012-2013、原画）
- 宇宙戦艦ヤマト2199（2013、原画）
- キルラキル -kill la kill-（2013-2014、作画監督・原画）
- アイドル事変（2017年、OP作画監督）
- ワールドトリガー（2021年、作画監督）

### OVA
- グラップラー刃牙（1994、動画）
- またまたセイバーマリオネットJ（1997-1998、第6話のタイトルアニメーション原画のみ）
- ONE PIECE 倒せ!海賊ギャンザック（1998、原画）
- クイーン・エメラルダス（1998、原画）
- ストリートファイターZERO THE ANIMATION（2000、作画監督・原画）
- ジョジョの奇妙な冒険 ADVENTURE（2000-2002、原画）
- アーリーレインズ（2003、キャラクターデザイン・作画監督）
- おジャ魔女どれみナイショ（2004、原画）
- 鴉 -KARAS-（2005-2007、原画）

### 劇場アニメ
- 新世紀エヴァンゲリオン劇場版 Air（1997、原画）
- デジモンアドベンチャー02（2000、原画）
- 劇場版ポケットモンスター 結晶塔の帝王 ENTEI（2000、作画監督）
- カウボーイビバップ 天国の扉（2001、原画）
- アーリーレインズ（2002、キャラクターデザイン・作画監督）
- 金色のガッシュベル!! メカバルカンの来襲（2005、原画）
- デジモンセイバーズ 究極パワー! バーストモード発動（2006、原画）
- ブレイブストーリー（2006、原画）
- プリキュアシリーズ
  - 映画 Yes!プリキュア5GoGo! お菓子の国のハッピーバースディ♪（2008、原画）
  - 映画 プリキュアオールスターズNewStage3 永遠のともだち（2014、オリジナルキャラクターデザイン）
  - 映画 ハピネスチャージプリキュア! 人形の国のバレリーナ（2014、キャラクターデザイン、大田和寛と共同）[2]
  - 映画 プリキュアオールスターズ 春のカーニバル♪（2015、オリジナルキャラクターデザイン）
  - 映画 プリキュアオールスターズ みんなで歌う♪奇跡の魔法!（2016、オリジナルキャラクターデザイン）
  - 映画 HUGっと!プリキュア♡ふたりはプリキュア オールスターズメモリーズ（2018、オリジナルキャラクターデザイン）
  - 映画 プリキュアオールスターズF（2023、プリキュアシリーズキャラクターデザイン）
- ONE PIECE
  - ONE PIECE FILM STRONG WORLD（2009、キャラクターデザイン・作画監督）
  - ONE PIECE FILM Z（2012、キャラクターデザイン・総作画監督・作画監督・原画）
  - ONE PIECE FILM GOLD（2016、キャラクターデザイン・総作画監督）
  - ONE PIECE STAMPEDE（2019、キャラクターデザイン・総作画監督）
  - ONE PIECE FILM RED（2022、キャラクターデザイン・総作画監督）
- 劇場版BLEACH 地獄篇（2010、原画）
- 聖☆おにいさん（2013、原画）
- 魔女見習いをさがして（2020、作画監督）

### ゲーム
- バトルヒート（1994、動画）
- サターンボンバーマン（1996、原画）
- サーヴィランス 監視者（2002、原画）
- 宇宙戦艦ヤマト 暗黒星団帝国の逆襲（2005、原画）

## 著書
- 佐藤雅将 東映アニメーションワークス（一迅社、2017年3月10日発売）ISBN 978-4-7580-1538-7